# Johannes Fetsch
Johannes Fetsch (* 25. Januar 1861 in Josefstal bei Odessa, Russisches Kaiserreich; † nach 1927 in der Sowjetunion) war ein deutsch-russischer römisch-katholischer Geistlicher und Märtyrer. 

## Leben
Johannes Fetsch stammte aus einer schwarzmeerdeutschen Landwirtsfamilie im Bistum Tiraspol. Er studierte Theologie am Priesterseminar Saratow und wurde 1884 zum Priester geweiht. Die Stationen seines seelsorglichen Wirkens waren Neukolonie (zugehörig zu Seelmann), Rothammel/Pamjatnoje (1887–1894), Neu-Mannheim (bis 1899), Kandel (bis 1904), Sulz (Odessa) (bis 1907), Sewerinowka (Odessa) und weitere. Am 10. Januar 1927 wurde er festgenommen und nach Nordrussland deportiert. Seitdem ist er verschollen.

## Gedenken
Die Römisch-katholische Kirche in Deutschland nahm Pfarrer Johannes Fetsch als Märtyrer in das deutsche Martyrologium des 20. Jahrhunderts auf.